# Світязь (село)
Світязь — село в Україні, у Шацькій селищній громаді Ковельського району Волинської області. Населення становить 1845 осіб.
Назву поселенню дало однойменне озеро Світязь, на березі якого воно знаходиться. Поблизу села знаходиться пансіонат «Шацькі озера». У селі діє Петропавлівський чоловічий монастир Московського патріархату.

## Історія
Перша писемна згадка про село припадає на 1431 рік.
В архівних документах за 1531 рік вперше згадується про церкву у селі Світязь. Тоді вона входила до складу Любомльської протопопії. Саме ж поселення належало до Любомльського староства Холмської землі Руського воєводства Польщі. В податкових реєстрах Холмської землі за 1533 рік згадується, що храм села Світязь платив на рік 16 грошів податку, а в 1564 і 1589 роках — 2 форинти. На той час село належало князям Сангушкам.
6 липня 1659 року дипломом короля Яна Казиміра Любомльське староство (в тому числі і Світязь) вотчинним земським правом було подароване київському воєводі, гетьману Запорозьких військ Іванові Виговському, а після його смерті — синові Остапові. Юридично Виговські володіли ним до 1768 року, але жили тут набагато довше.
У 1768 році Любомль з прилеглими до нього землями був подарований великому польському магнату, гетьману Польщі, графу Францішеку Ксаверію Браницькому як подарунок за врятоване на сеймовому засіданні 1762 року життя майбутнього короля Польщі Станіслава-Августа Понятовського. Граф у Світязі дозволив вільну рубку лісу для храму.
22 січня 1834 року світязька церква згоріла від недопаленої свічки. На початку 1840-х років стараннями сина Ксаверія графа Владислава Браницького у Світязі розпочато будівництво мурованої церкви святих апостолів Петра і Павла. Село тоді налічувало 140 дворів і 1150 жителів. Будівництво ж храму закінчила дружина Владислава — графиня Роза Станіславівна Потоцька вже після смерті чоловіка.
Після третього поділу Польщі у 1795 році всю територію Любомильського староства було приєднано до Волині.
У 1891 році у Світязі відкрита церковно-приходська школа, а в 1900 році на державні кошти побудоване приміщення для неї. Від Волинської єпархіальної ради на школу виділялося 120 крб., від громади — 91 крб. Наприклад, у 1911 році тут навчалося 65 хлопчиків і 5 дівчаток. Парафія церкви налічувала понад 3 тис. прихожан. А в Світязі на той час було зареєстровано 7 римо-католиків, 140 юдеїв і 1 лютеранин.

У книзі Олександра Цинкаловського «Стара Волинь і Волинське Полісся» зустрічаємо такі рядки: 
| | \| СВИТЯЗЬ або СВИТЯЖ, село, Володимирський пов., Пульменська вол., біля 100 км від м. Володимира. Село над озером тієї ж назви. Наприкінці 19 ст. було там 400 домів і 2,041 жителів, дерев’яна церква (тепер мурована), одноклясова школа. Село розляглося на півд.-східньому сухому, піскуватому березі озера. Населення, крім рільництва, займається рибальством. На південь від села мале озеро під назвою Линове, а за ним урочище «Турове болото». Село колись належало до города Любомля, а в 14 ст. знайшлося в складі сіл, прилучених польським королем Казимиром до т.зв. Ратенського Клина і увійшло в склад королівщини. В 16 ст. належало до Холмської землі. 1863 року сконфісковане. За переписом 1911 р. велика власність в селі С. 2,772 дес. належала до Софії Драгомирової. На ґрунтах села наприкінці 19 ст. знайдено денари римського цісаря Марка Аврелія.[3] \| |
| СВИТЯЗЬ або СВИТЯЖ, село, Володимирський пов., Пульменська вол., біля 100 км від м. Володимира. Село над озером тієї ж назви. Наприкінці 19 ст. було там 400 домів і 2,041 жителів, дерев’яна церква (тепер мурована), одноклясова школа. Село розляглося на півд.-східньому сухому, піскуватому березі озера. Населення, крім рільництва, займається рибальством. На південь від села мале озеро під назвою Линове, а за ним урочище «Турове болото». Село колись належало до города Любомля, а в 14 ст. знайшлося в складі сіл, прилучених польським королем Казимиром до т.зв. Ратенського Клина і увійшло в склад королівщини. В 16 ст. належало до Холмської землі. 1863 року сконфісковане. За переписом 1911 р. велика власність в селі С. 2,772 дес. належала до Софії Драгомирової. На ґрунтах села наприкінці 19 ст. знайдено денари римського цісаря Марка Аврелія. | |

У 1906 році в селі, яке належало тоді до Шацької волості Володимир-Волинського повіту, було 350 дворів, проживало тут 2219 осіб. Поштовою адресою було місто Любомль.
З кінця 1920 року по вересень 1939 року Світязь входив до складу Другої речі Посполитої. З вересня 1939 року — в складі СРСР.
У 1935 році в селі, яке належало до гміни Шацьк Любомльського повіту, мешкало 2482 особи.
У 1918-1943 роках настоятелем Петропавлівської церкви села Світязь, яка входила до Польської автокефальної православної церкви, був отець Анастасій Абрамович. Він увійшов до історії української педагогічної думки як автор унікального посібника «Методика Закону Божого» (1938 рік, Крем'янець) для вчителів та священиків – викладачів Закону Божого у державних і церковно-парафіяльних школах.
З 1991 року Світязь — у незалежній Україні. 2002 року при Петропавлівській церкві засновано Петропавлівський монастир.
До 2019 року село Світязь було центром Світязької сільської ради.
12 червня 2020 року, відповідно до розпорядження Кабінету Міністрів України № 708-р «Про визначення адміністративних центрів та затвердження територій територіальних громад Волинської області», увійшло до складу Шацької селищної територіальної громади.
19 липня 2020 року, в результаті адміністративно-територіальної реформи та ліквідації Шацького району, село увійшло до новоутвореного Ковельського району.

## Населення
Згідно з переписом УРСР 1989 року чисельність наявного населення села становила 1707 осіб, з яких 817 чоловіків та 890 жінок.
За переписом населення України 2001 року в селі мешкало 1836 осіб.

### Мова
Розподіл населення за рідною мовою за даними перепису 2001 року:
| Мова       | Відсоток |
| ---------- | -------- |
| українська | 99,24 %  |
| російська  | 0,65 %   |
| білоруська | 0,05 %   |
| молдовська | 0,05 %   |

## Релігія
- Православний Петропавлівський монастир (УПЦ МП);
- Протестантська громада ЄХБ;
- Протестантська громада ХВЄ-П[12][13].

## Соціальна інфраструктура
У селі діють:
- загальноосвітня школа І-ІІІ ступенів;
- бібліотека;
- будинок культури;
- дитячий садок;
- фельдшерсько-акушерський пункт;
- поштове відділення;
- кілька магазинів та барів.

Населений пункт не газифікований, дорога з твердим покриттям, у задовільному стані.

## Відомі люди
- Цвид Антон — український журналіст, поет і письменник, уродженець села Світязь.
- Цвид Макар Омелянович — військовий, громадський діяч, хорунжий Армії УНР. Народився в селі Світязь.
- Протоієрей Анастасій Абрамович — настоятель Петропавлівської церкви села Світязь у 1918-1943 роках. Автор посібника «Методика Закону Божого» (1938 рік, Крем'янець) для вчителів та священиків – викладачів Закону Божого у державних і церковно-парафіяльних школах[6].

## Галерея

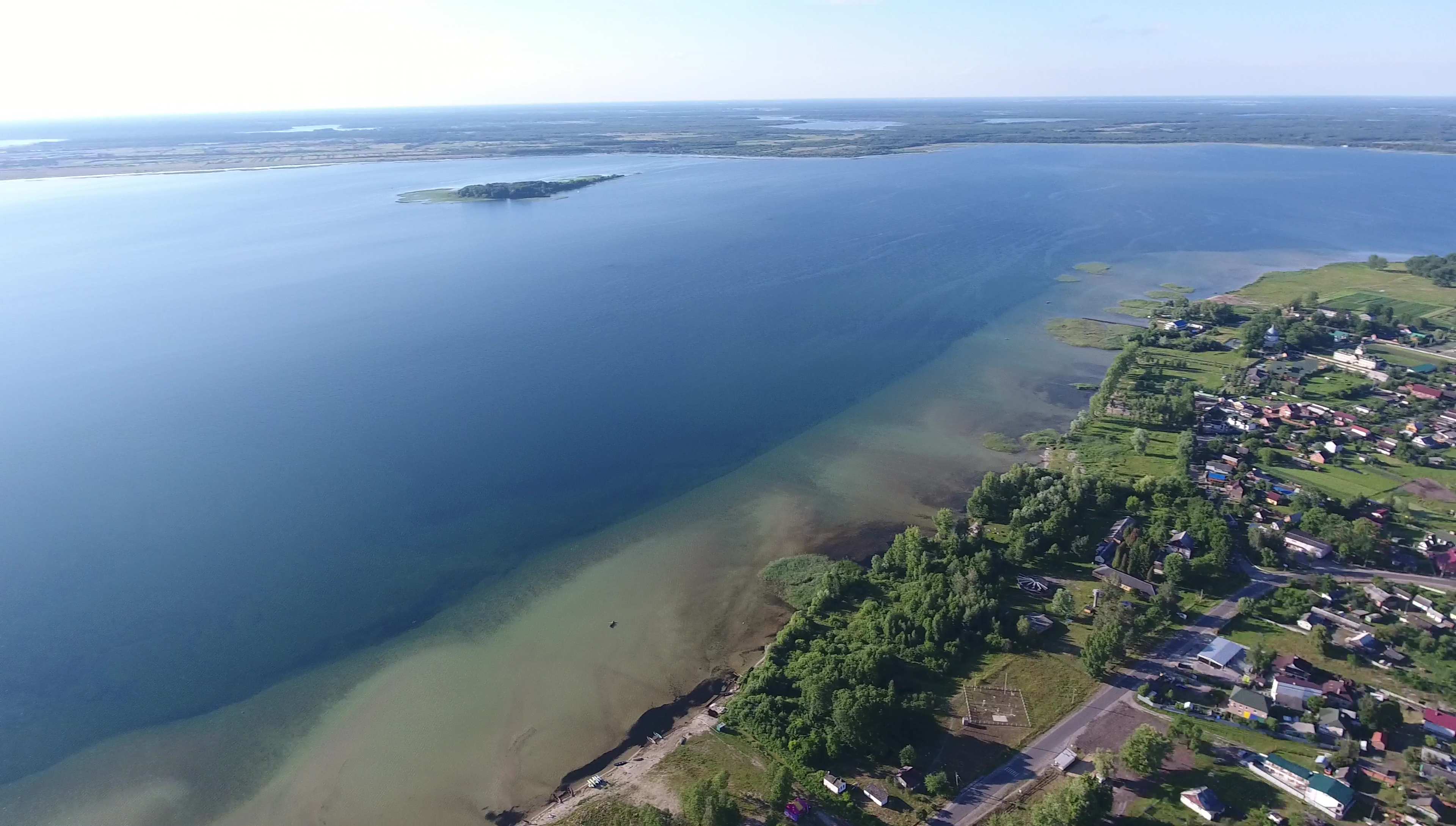
Озеро і село Світязь з висоти пташиного польоту
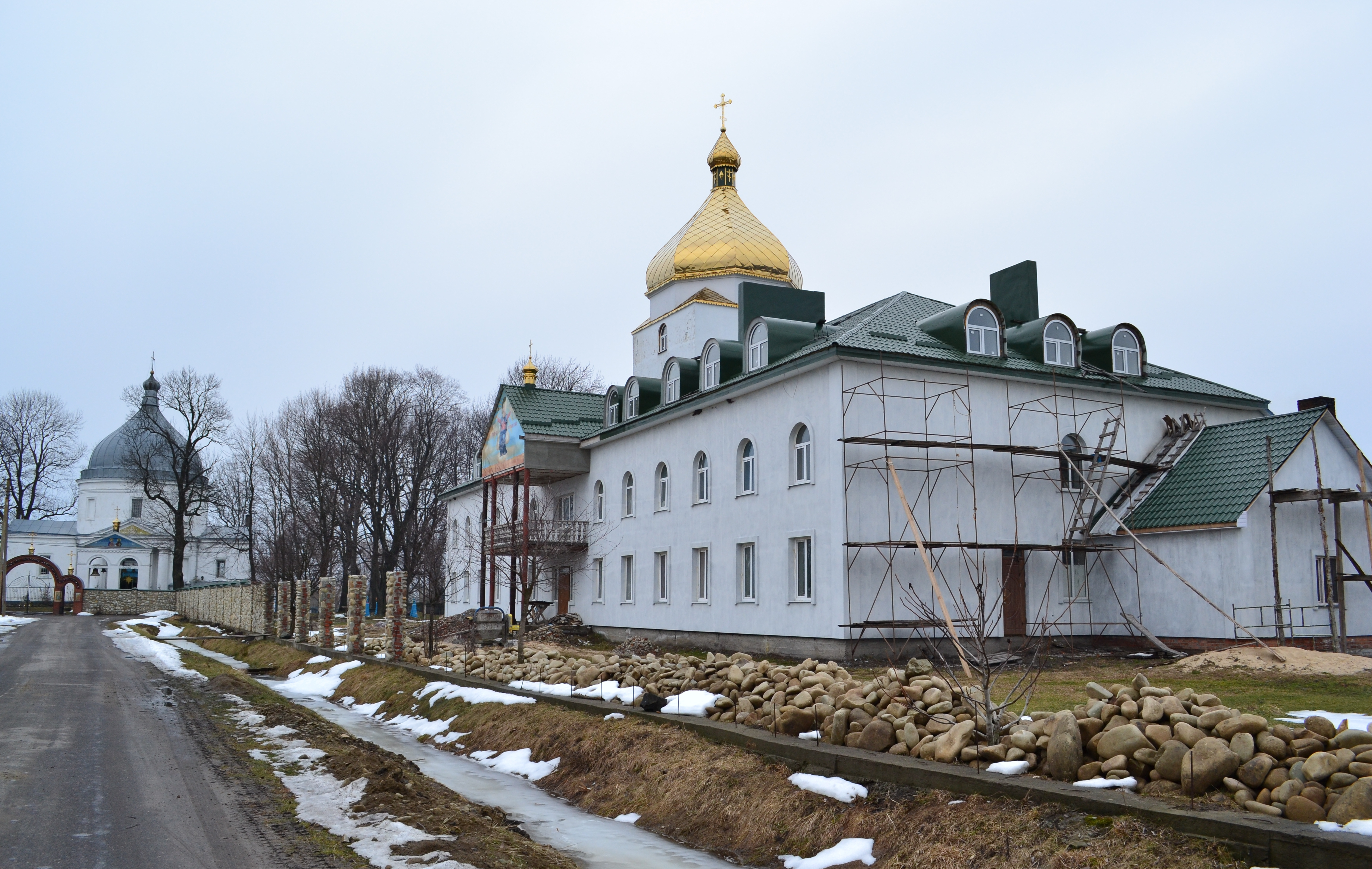
Загальний вигляд Петропавлівського чоловічого монастиря
В'їзний знак пансіонату «Шацькі озера»